# The Art of the Netherlands
The Art of the Netherlands è un album di musica antica pubblicato nel 1976, realizzato dal gruppo Early Music Consort of London diretto da David Munrow.

## Produzione
L'album venne registrato presso lo Studio Uno degli Abbey Road Studios a Londra, tra febbraio e aprile 1975, per essere pubblicato poi l'anno successivo.

## Contenuto
Dal punto di vista artistico, rappresenta probabilmente uno dei lavori più riusciti del percorso di riscoperta della musica antica da parte di Munrow, vero e proprio pioniere del genere, le cui indagini filologiche in questo campo contribuiranno in modo fondamentale, negli anni a venire, all'inizio di una lenta ma sempre più marcata valorizzazione. Lo testimonia la riedizione continua nel corso di più di un ventennio a partire dalla sua prima uscita. Tra i maggiori autori esplorati e trattati si trovano soprattutto le grandi firme della musica fiamminga tra Quattrocento e Cinquecento, tra cui Johannes Ockeghem, Josquin Desprez, Antoine Brumel, Pierre de La Rue, Johannes Tinctoris, ed altri.
La prima versione venne pubblicata dividendo le registrazioni in tre volumi (corrispondenti ai 3 diversi LP componenti l'album), così ripartiti:
- Volume I: Secular Song (LP 1)[2]
- Volume II: Instrumental Music (LP 2)[3]
- Volume III: Motets (LP 3)[4]

A partire dalla rimasterizzazione in digitale ed alle riedizioni in compact disc la suddivisione originale venne rivista, non senza alcuni tagli adattativi, e dalla tripartizione si passò stabilmente a 2 gruppi corrispondenti ai corrispettivi 2 CD costitutivi le nuove pubblicazioni:
- Secular Song e Instrumental Music (CD 1)
- Mass Movements e Motets (CD 2)

All'interno delle varie edizioni non è mai mancato un dettagliato libretto informativo composto da una trentina di pagine, con un testo di introduzione all'ascolto ed al lavoro prodotto dal direttore David Munrow, tradotto in varie lingue (dall'inglese al tedesco ed al francese), oltre che l'elenco degli autori, dei titoli ed il testo originale di tutti i brani cantati e la loro traduzione in inglese, a fianco.

## Edizioni
La prima edizione uscì nel 1976 pubblicata da EMI e distribuita da His Master's Voice; era composta da 3 LP (codice di pubblicazione: SLS 5049). nello stesso anno EMI pubblicò per il mercato statunitense, come etichetta Seraphim, una versione con la stessa struttura a 3 LP ma registrata in quadrifonia (codice di pubblicazione: SIC-6104);
La prima versione digitale venne pubblicata nel 1992 dall'etichetta EMI Classics per la serie Reflexe, nella soluzione del doppio CD (codice di pubblicazione: CMS 7 64215 2); l'adattamento richiese numerosi tagli di contenuto rispetto alla versione in vinile del 1976. 
Sempre su 2 CD, nel 1997 Virgin Classics, all'interno della serie Veritas Edition, ne pubblicò una nuova edizione con alcune ulteriori modifiche (codice di pubblicazione 7243 5 61334 2 6). 
Nel 2010 ancora Virgin incluse una nuova riedizione per la serie Virgin Veritas sempre nella soluzione del doppio compact disc ma con una più sistematica revisione e taglio delle parti esclusivamente strumentali (codice di pubblicazione: 50999 6 28497 2 2).